# Șumal, Sălaj
Șumal este un sat în comuna Marca din județul Sălaj, Transilvania, România.